# نادر كاظم
نادر حسن علي كاظم (مواليد 1973) كاتب وناقد أكاديمي وثقافي بحريني.

## النشأة والسيرة
ولد في قرية الدير في عام 1973. أكمل كاظم تعلّمَهُ الابتدائي والإعدادي والثانوي في المدارس الحكومية. ثم التحق بجامعة البحرين حيث حصل على البكالوريوس في اللغة العربية وآدابها في عام 1995ودرجة الماجستير في النقد الحديث في عام 2001. بين عامي 1995 و 2003 كان يعمل محاضراً ومساعد باحث غير متفرغ في جامعة البحرين، ثم مدرسا في المدارس الحكومية. في عام 2003 حصل على الدكتوراه في الأدب العربي من معهد البحوث والدراسات العربية، التابع لجامعة الدول العربية في القاهرة. يعمل حاليا أستاذًا للدراسات الثقافية في جامعة البحرين. كما يرأس تحرير مجلتين تصدران من نفس الجامعة.
على الرغم من أنه ولد في وسط عائلة شيعية، إلا أنه يعتبر هذا الأمر مجرد مصادفة تاريخية ولا تعني أي شيء. في مقابلة مع صحيفة الوقت قال إن انضمامه للجامعة في عام 1991 كان منعطفا هاما في حياته حيث تأثر في ذلك الحين بالصحوة الإسلامية، في أوائل ثمانينات القرن العشرين. أشار كاظم إلى أنه شارك في العديد من الأنشطة الدينية في طفولته. رفض أن يصنف بأنه إسلامي، أو إسلامي شيعي، أو حتى مثقف شيعي، ولكن يعتبر الدين الإسلامي والثقافة الإسلامية هي التي نشأ وترعرع عليها، وتبنى أفكار ما بعد الحداثة والنأي بنفسه عن الحداثة. منذ أوائل تسعينات القرن العشرين اهتم كاظم اهتمامًا متزايدًا في النظرية النقدية والدراسات الثقافية.
في فبراير 2007 كرمته صحيفة الوسط، لمساهماته الفكرية والثقافية في إثراء النقاش في البحرين. خلال هذا الحدث أشاد منصور الجمري رئيس تحرير الصحيفة بكاظم لكتاباته المناهضة للطائفية، وقال أنه كاتب متميز. أشاد العديد من الأكاديميين والصحفيين الآخرين به.

## الإصدارات
قام بتأليف العديد من المقالات والدراسات الأدبية والنقد الثقافي التي نشرها في وسائل الإعلام البحرينية والعربية. بين عامي 2003 و 2013 نشر تسعة كتب اثنين منهم حصلا على جائزة الكتاب البحريني المتميز في عامي 2003 و2004.
| العنوان                                               | العام | الناشر                                           | ردمك                     |
| ----------------------------------------------------- | ----- | ------------------------------------------------ | ------------------------ |
| المقامات والتلقي                                      | 2003  | معهد البحوث والدراسات العربية وهيئة شؤون الإعلام | 9953-36-050-2            |
| عبد الله الغذامى والممارسة النقدية والثقافية          | 2003  | معهد البحوث والدراسات ووزارة الإعلام البحرينية   | 9953-36-001-4            |
| تمثيلات الآخر                                         | 2004  | معهد البحوث والدراسات ووزارة الإعلام البحرينية   | 9953-36-149-5            |
| الهوية والسرد                                         | 2006  | معهد إبراهيم بن محمد آل خليفة للثقافة والبحوث    | 9953368791 9789953368795 |
| طبائع الاستملاك                                       | 2007  | معهد البحوث والدراسات ووزارة الإعلام البحرينية   | 99901-90-56-9            |
| استعمالات الذاكرة                                     | 2008  | مكتبة فخراوي                                     | 9789990153620            |
| خارج الجماعة                                          | 2009  | مؤسسة الأيام للصحافة والطباعة والنشر             | 9789990194579 9990194572 |
| كراهيات منفلتة                                        | 2010  | الدار العربية للعلوم.                            | 9786140100602 6140100607 |
| إنقاذ الأمل                                           | 2013  | مساء للنشر والتوزيع.                             | 9789995870157            |
| لماذا نكره؟ أو كراهيات منفلتة مرة أخرى                | 2018  | دار سؤال للنشر والتوزيع.                         |                          |
| لا أحد ينام في المنامة: التاريخ والمكان والإنسان      | 2019  | دار سؤال للنشر والتوزيع.                         |                          |
| الشيخ والتنوير                                        | 2021  | دار سؤال للنشر والتوزيع.                         |                          |
| تاريخ الأشياء: عن الشارع والمقبرة وأشياء أخرى (جزأين) | 2021  | دار سؤال للنشر والتوزيع.                         |                          |
|                                                       |       |                                                  |                          |